# Djebel El Koudiate
Le djebel El Koudiate est un volcan de type bouclier situé dans le Moyen-Atlas au Maroc à 5 km à l'ouest de la ville d'Ifrane. Il est une des trois plus importantes structures volcaniques de la région d'Azrou avec le djebel Tamarrakoit et le djebel Outgui.